# 施雷克斯巴赫
施雷克斯巴赫是德国黑森州的一个市镇。总面积36.61平方公里，总人口3174人，其中男性1558人，女性1616人（2011年12月31日），人口密度87人/平方公里。